# Iasna Zirka, Nosivka
Iasna Zirka (în ucraineană Ясна Зірка) este un sat în comuna Tertîșnîkî din raionul Nosivka, regiunea Cernihiv, Ucraina.

## Demografie
Componența lingvistică a localității Iasna Zirka
     Ucraineană (97,73%)
     Rusă (1,94%)
     Alte limbi (0,32%)
Conform recensământului din 2001, majoritatea populației localității Iasna Zirka era vorbitoare de ucraineană (97,73%), existând în minoritate și vorbitori de rusă (1,94%).